# Честлайн (Иллинойс)
Честлайн (англ. Chestline) — невключённая территория в округе Адамс (штат Иллинойс, США). Расположена к юго-востоку от Либерти.